# Балтце
Балтце (9 січня 2011 — 18 серпня 2023), також відомий як Бол Болл, був шиба-іну з Гонконгу. Він був відомий як предмет різноманітних мемів, у яких його називали Чімс.

## Біографія
Балтце народився 9 січня 2011 року Його всиновила модельєр Кеті з Коулуна у віці одного року від друга-емігранта. Брат Кеті назвав його на честь Рамуне, японського напою, у якому мармурову кульку всередині пляшки притискають, щоб напій витік. Його власники звали його Ball Ball.
У травні 2022 року у Балтце діагностували панкреатит. У червні він одужав. У травні 2023 року його власники повідомили, що у нього серйозні проблеми з диханням. 18 серпня 2023 року він помер у віці 12 років, коли йому робили торакоцентез (відведення рідини з грудної клітки) і він хворів на лейкемію В інтерв'ю Know Your Meme у 2020 році Кеті сказала, що Балтце хотів, щоб його спадщина була «Меми зникають, Додж вічний. Запам'ятайте мене як „Бальтце“, а не „Чімс“ або „чімсбургер“, я просто Балтце».

## Меми
Балтце з'являється як персонаж інтернет-мему Чімс, чиє ім’я походить від його смаку до «чімсбургерів» [ sic ]. Під час розмови персонаж додає до слів літеру «м».  Мем вперше був опублікований у субредіті r/dogelore на Reddit у червні 2019 року  Зображення, використане для мему, спочатку було завантажено в обліковий запис Балтце в Instagram у 2017 році, і на ньому зображено, як він сидить на підлозі. 
Чімс також фігурує в мемі «Swole Doge vs Cheems», у якому м'язиста версія мема Shiba Inu Doge представляє те, що вважалося кращим у минулому, а Чімс представляє його нинішній, менший стан. Мем став вірусним у середині 2020 року, під час пандемії COVID-19. У 2020 році був поширений ще один мем, у якому Чімз б'є іншу собаку бейсбольною битою, викликаючи звуконаслідування «бонк», водночас кажучи "іди у в'язницю для рогатів "; мем публікується у відповідь на повідомлення сексуального характеру. Чимс з'явився в кількох інших мемах в іспаномовному світі, включно з словами «no puede ser» («Цього не може бути») і «me da amsiedad» ("Це викликає у мене тривогу " [sic]).
Власниця Balltze Кеті спочатку не розуміла мемів Cheems через їх абсурдистський характер. Пізніше вона підписала угоди з керуючою компанією та американською компанією з виготовлення іграшок, а також виготовляла футболки, які приносили користь місцевим собачим благодійним організаціям.
У 2021 році іспанська громадська телерадіокомпанія RTVE написала: «Зрозуміло, що мем коштує більше, ніж тисяча слів, і Чімз і Додж тепер є частиною популярної інтернет-культури, постійно переосмислюючи себе, щоб скрасити наші дні або поставити нас на наші місця».
Криптовалюта під назвою «Cheems Inu» із зображенням Balltze була випущена в грудні 2021 року.